# Charlotte-Catherine Patin
Pour les articles homonymes, voir Patin.

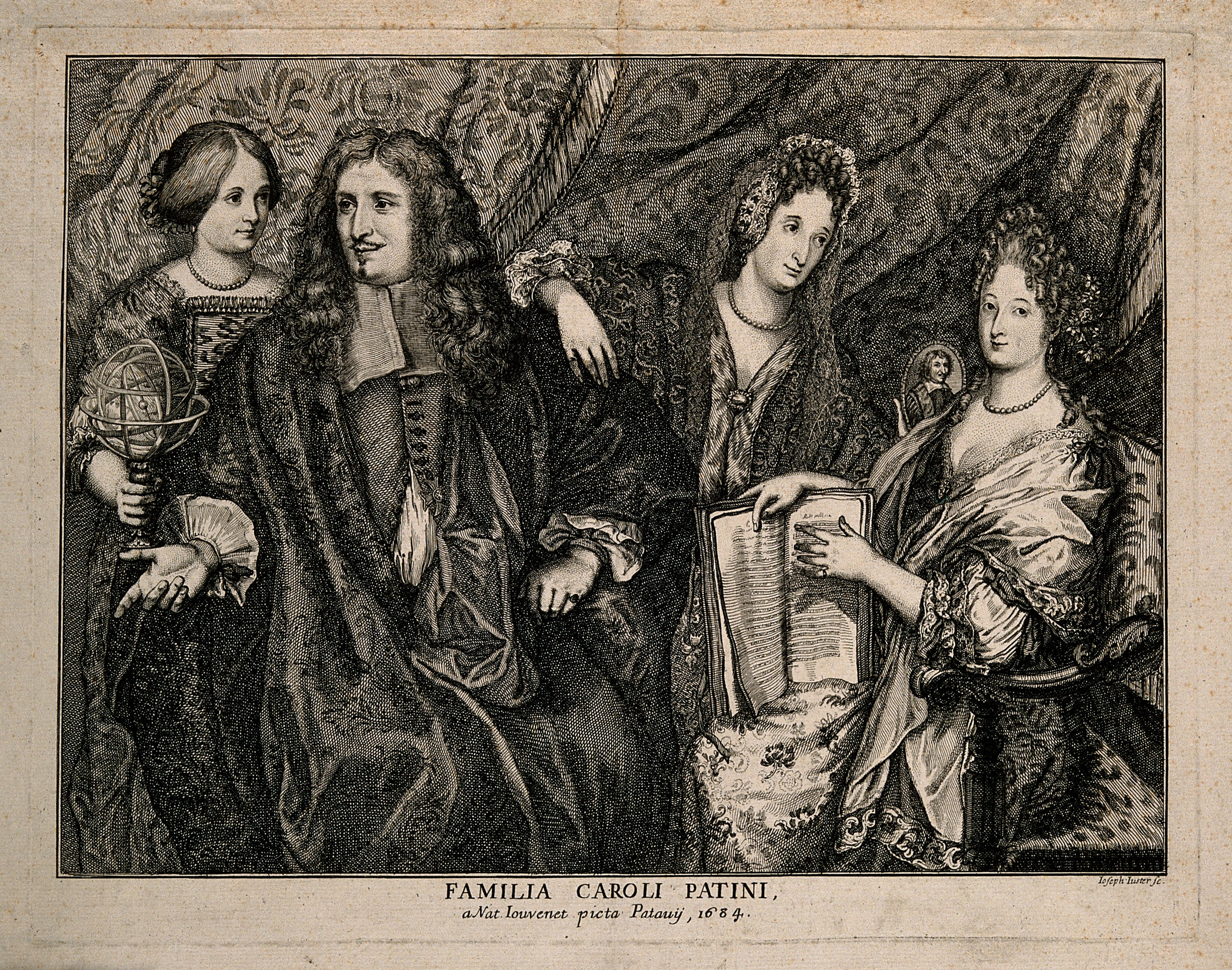
La Famille de Charles Patin, gravure d'après l'original (1684) de Noël Jouvenet († 1698). Charles Patin et son épouse Madeleine, née Hommetz, avec leurs filles Charlotte-Catherine (à gauche) et Gabrielle-Charlotte.

Charlotte-Catherine Patin est une femme de lettres et critique d'art française née à Paris le 2 janvier 1666 et morte en 1744,.

## Biographie
Petite-fille du médecin et épistolier Guy Patin, elle est la fille du médecin et numismate Charles Patin et de la moraliste Madeleine Patin,  et la sœur de la numismate Gabrielle-Charlotte Patin. Charlotte-Catherine et sa sœur sont élevées à l'abbaye Port-Royal-des-Champs jusqu'en juin 1679. Elles sont conduites à l'automne 1679 de Paris à Lyon puis de Lyon à Turin sous l'escorte de Jacob Spon ; elles y retrouvent leur père qui les mène à Padoue.
Charlotte-Catherine Patin a publié Oratio de liberata civitate Vienna (Padoue, (1683) ; Tabellæ selectæ ac explicatæ (Ibid. , 1691, in-fol.), recueil de notices sur des tableaux célèbres avec 42 gravures, dont une de sa famille ; une Relatio de litteris apologeticis, dans les Acta Eruditorum (1691) où elle répond à la critique d’un ouvrage de son père sur le tombeau de Marcellin qu’ils avaient critiqué.
En 1693, l'année de la mort de Charles Patin, elle va demeurer avec sa mère chez sa sœur Gabrielle-Charlotte Patin, mariée au comte Luigi Santapaulina. Elle se retire quelques années plus tard dans un couvent et l'on perd sa trace. 
On lui doit aussi Mitra, ou la Démone mariée, ou le malheur des hommes qui épousent de mauvaises femmes, nouvelle hébraïque et morale (Démonopolis, 1745)
Charlotte-Catherine Patin faisait, comme sa sœur et ses parents, partie de l’académie des Ricovrati, elle y est admise en 1683 sous le nom de « Rare ».